# Варанкеу
Варанкеу (рум. Vărăncău) — село в Молдові у Сороцькому районі. Розташоване на правому березі річки Дністер. Адміністративний центр однойменної комуни, до складу якої також входять села Слобозія-Кремене та Слобозія-Варанкеу. 

## Галерея

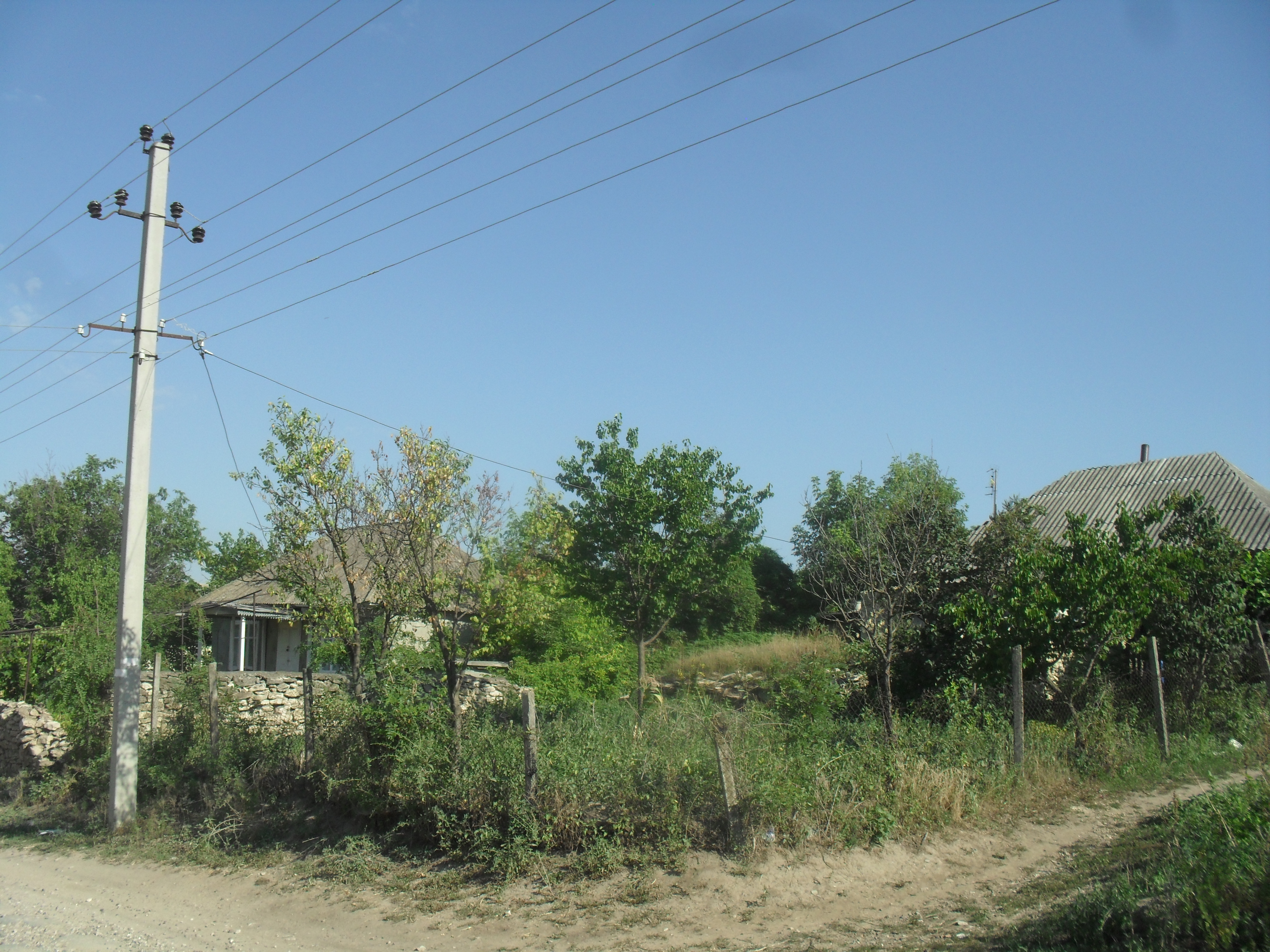
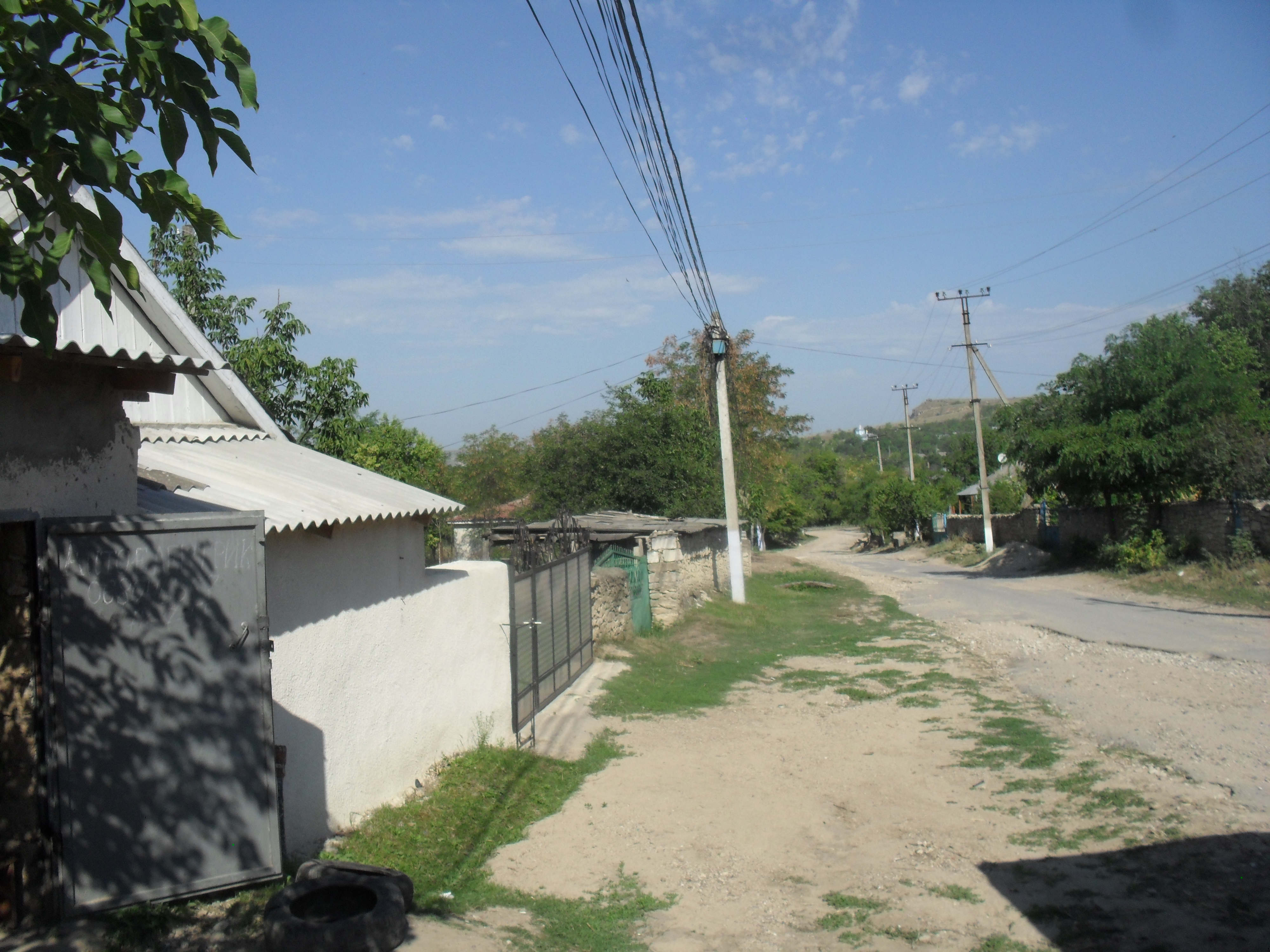
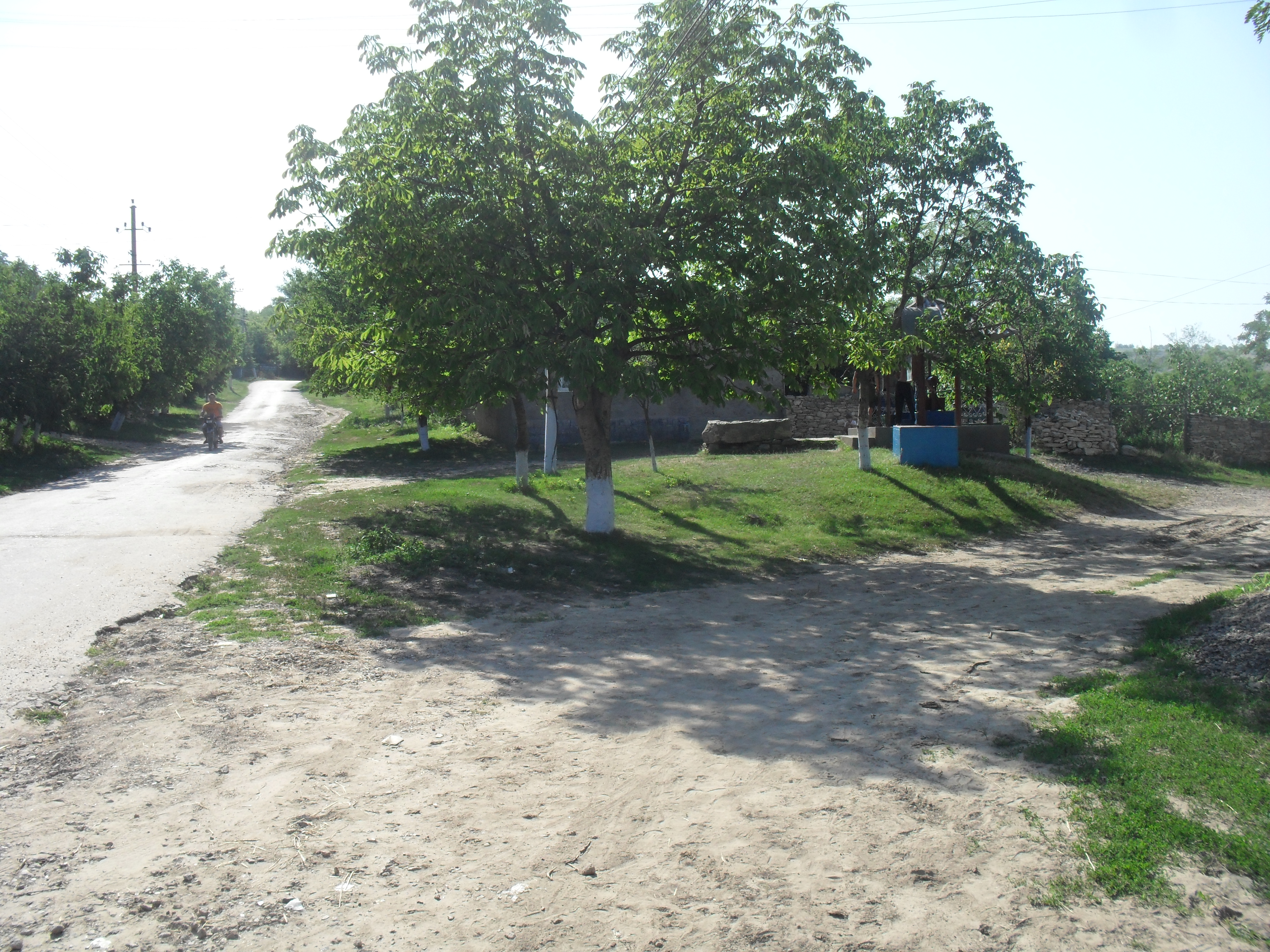

.